# Самушки рејон
Самушки рејон (азер. Samux rayonu), једна је од 78 административно-територијалних јединица Азербејџана. Налази се у западном делу земље, у пределу познатом као Ганџа-Казашки регион. Административни центар рејона се налази у граду Самух. 
Самушки рејон обухвата површину од 1.450 km² и има 54.600 становника (подаци из 2011). 
Административно, рејон се даље дели у 35 мањих општина.